# 2-е отделение совхоза
2-е отделе́ние совхо́за — село в Сулейман-Стальском районе Дагестана. Входит в состав Герейхановского сельсовета.

## География
Село находится на левом берегу реки Чирагчай, на расстоянии 6 км к востоку от села Касумкент, административного центра района.

## История
В 1962 году в село были переселены жители села Макар.

## Население
| 1939 | 1970  | 1989 | 2002  | 2010  | 2021  |
| ---- | ----- | ---- | ----- | ----- | ----- |
| 132  | ↗1114 | ↘816 | ↗1253 | ↗1265 | ↘1232 |